# 陳家駒 (香港)
陳家駒（英語：Chan Ka-kui Wayne，1990年4月20日—），香港獨派人士，學生獨立聯盟召集人，前公民黨成員。
在「守護香港反送中」大遊行中被控「非法集結」罪，但棄保潛逃已被法庭頒下通緝令。另外因煽动分裂国家、勾结外国或境外势力危害国家安全，涉嫌违反港区国安法被香港警方國安處通缉。

## 生平
陳家駒生於大陸廣東省深圳市，三歲隨父母來港定居，早年就讀保良局唐乃勤初中書院。2019年6月，陳家駒在美國上愛荷華大學心理學學士畢業。陳家駒父母受六四事件影響，一直希望下一代能為政治事件發聲。當中陳家駒年幼時，母親向他解說關於梁國雄的事，成為他的政治啟蒙。
陳於2013年加入公民黨，2014年參與雨傘運動，2015年轉向本土派而退出公民黨。2018年成立學生獨立聯盟。
2020年1月3日，陳家駒和另外8人被警方控以「非法集結」罪，於「守護香港反送中」大遊行中連同其他人參與非法集結。
2020年6月4日，陳家駒沒有按時去警署報到，懷疑已棄保潛逃到荷蘭阿姆斯特丹。同月28日，他在社交網站表示自己已經離開香港。
2020年7月18日，控方要求撤銷陳家駒保釋，並發出拘捕令，獲主任裁判官錢禮批准。
2020年7月31日，香港警方國安處以违反《港区国安法》“煽动分裂国家、勾结外国或境外势力危害国家安全”，通緝6名流亡海外港人，當中包括陳家駒。

## 相关事件
2018年5月23日，陈家驹成立名为“我们是未来”的“伞兵”组织，组织成员由中学生、大专生组成。
2018年9月5日，香港立法会举行国歌法本地立法公听会期间，陈家驹高喊“香港独立，以死相搏”，随后被逐离场。
2018年12月10日，陳家駒和呂俊賢赴臺灣，尋求臺灣民主基金會經濟援助。
2019年6月11日据大公网报道陳家駒现身台北，出席民进党的座谈会。
2019年6月28日至29日的活動結束後，陳浩天、陳家駒、宋超然、鍾翰林等邀請一起赴日本大阪的學生會骨幹成員商討未來合作計劃。

## 外部連結
- 陳家駒的Facebook專頁